# Miejski Ogród Zoologiczny w Łodzi

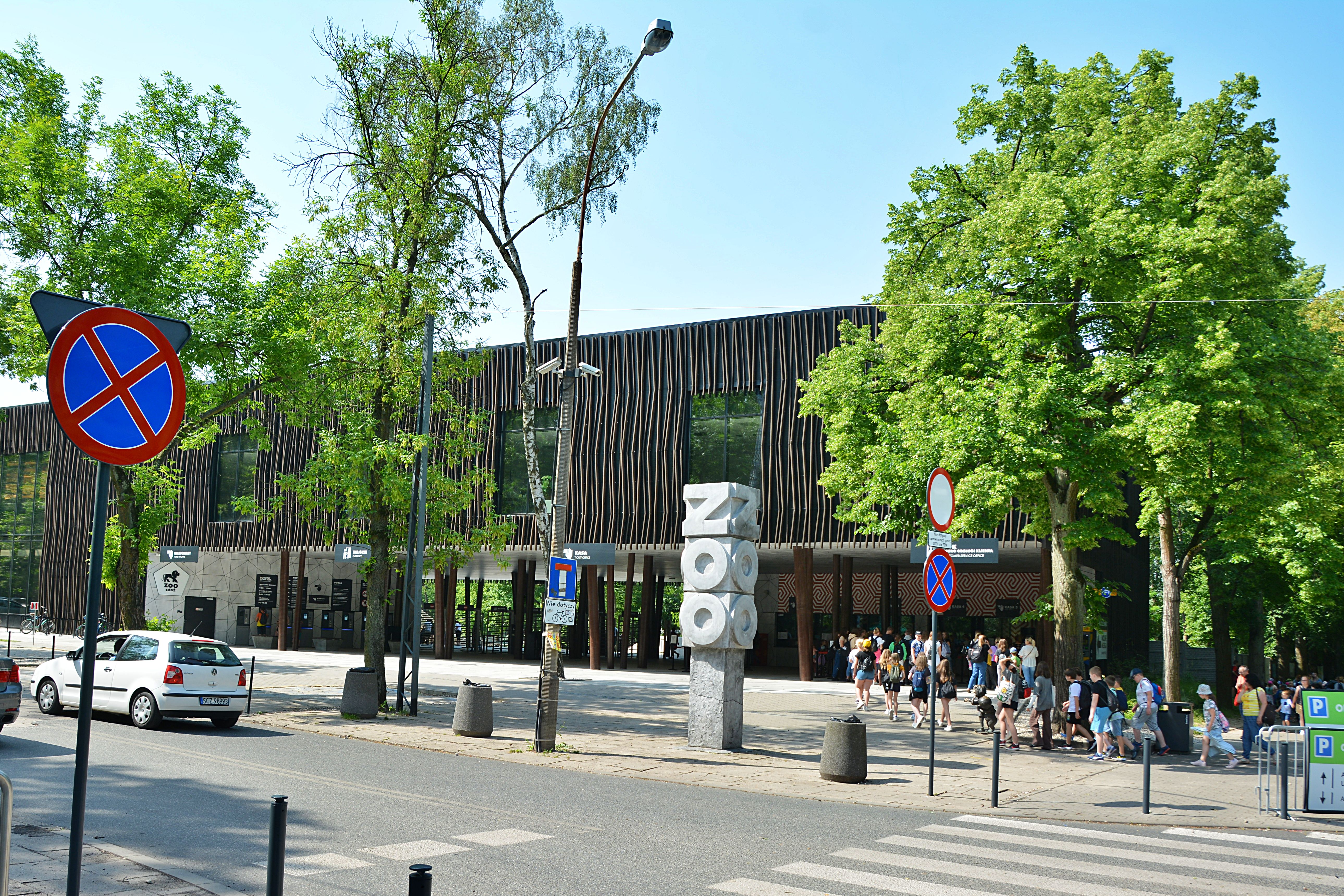
Wejście do zoo

Miejski Ogród Zoologiczny w Łodzi – ogród zoologiczny znajdujący się przy ul. Konstantynowskiej w Łodzi, założony w 1938. W 2022 r. łódzkie zoo prezentowało 3350 zwierząt z 554 gatunków. Ogród jako jedyny w Polsce prezentuje ariranie amazońskie, orangutany sumatrzańskie, krokodyle gawialowe, psy leśne. W 1996 do łódzkiego zoo – jako pierwszej tego typu placówki w Polsce sprowadzono lwy azjatyckie.
Największą atrakcją zoo jest, oddane do użytku w 2022 r., – Orientarium – najnowocześniejszy w Europie kompleks hodowlany poświęcony Azji południowo-wschodniej.
Placówka od 1975 należy do Światowego Stowarzyszenia Ogrodów Zoologicznych i Akwariów (ang. WAZA), od 1993 jest członkiem Europejskiego Stowarzyszenia Ogrodów Zoologicznych i Akwariów (ang. EAZA).
Od 3 października 2024 prezesem zarządu Miejskiego Ogrodu Zoologicznego w Łodzi jest Łukasz Goss.
Od 8 maja 2025 roku Miejski Ogród Zoologiczny w Łodzi stał się częścią Holdingu Łódź spółki z ograniczoną odpowiedzialnością.

## Historia
Ogród zoologiczny powstał na ostatnim skrawku dawnej Puszczy Łódzkiej, w części miasta zwanej Zdrowie. Zajmował wówczas obszar 8,9 ha. Dokładna data otwarcia ogrodu pozostaje nieznana. W łódzkich archiwach nie zachowały się żadne dokumenty, za początek jego istnienia przyjęto moment ukończenia budowy parkanu, co miało miejsce jesienią 1938 roku. Pierwszym mieszkańcem Zoo był jeleń o imieniu Boruta, który przywędrował do centrum miasta i został złapany na placu Reymonta.
II wojnę światową łódzki ogród przetrwał w całkiem dobrej kondycji, a po wyzwoleniu, w roku 1945 trafiła tu znaczna część zwierząt ze zniszczonego ogrodu zoologicznego we Wrocławiu. W 1950 roku łódzkie zoo powiększyło swój obszar niemal dwukrotnie, do 16,64 ha.
Ogród systematycznie się rozwijał. W latach 50. XX w. powstał duży skalny wybieg dla pawianów, który wkrótce stał się wizytówką łódzkiego Zoo. Pierwszą stałą wystawę ryb w Zoo otwarto w maju 1956 roku. W roku 1968 oddany został do użytku pawilon dla dużych kotów, połączony z kompleksem nowoczesnych wybiegów. Jubileusz 50-lecia ogrodu zbiegł się z wybudowaniem przestronnego budynku żyrafiarni oraz dużego, trawiastego wybiegu dla tych zwierząt, a na 60-lecie powstał szpital i kwarantanna weterynaryjna.
Od 1991 Zoo uczestniczy w Międzynarodowym Systemie Rejestracji Gatunków (ang. International Species Information System – ISIS).
W 2001 w pobliżu wybiegów żubrów i bizonów, oddana została do użytku stajnia antylop połączona z ekspozycją ptaków. W tym samym roku większość ptaków drapieżnych i sów przeprowadziła się do nowych wolier z ekspozycją za szybami.
Wiosną 2004 roku otwarto całoroczny pawilon niedaleko żyrafiarni, w którym zamieszkały dikdiki żwawe, rozmaite ptaki oraz południowoamerykańskie żaby. Rok później za lwiarnią powstała duża woliera dla ptaków i żółwi wodnych. Południowa część lwiarni została zmodernizowana i zajmują ją serwale.
W kwietniu 2011 roku otworzono pawilon motylarni.
W ciągu ostatnich lat został urozmaicony plac zabaw dla dzieci. Także z myślą o najmłodszych od kilku lat systematycznie powiększany jest teren mini zoo, gdzie najmłodsi mają bezpośredni kontakt ze zwierzętami.
18 maja 2013, przed wejściem do łódzkiego zoo uroczyście odsłonięto pomnik Maurycego i Hawranka, będący ósmą rzeźbą stworzoną w ramach projektu Łódź Bajkowa.
3 grudnia 2015 podano do publicznej wiadomości plan budowy nowoczesnego pawilonu pod nazwą „Orientarium”. W budynku mają znaleźć się m.in. nowe gatunki zwierząt, w tym orangutany, langury, pantery mgliste oraz rekiny. Pawilon w całości ma zostać oddany do użytku zwiedzających w 2020.
22 stycznia 2016, po ponad dwóch latach walki z chorobą zwyrodnieniową stawów i zaburzeniami krążenia w nogach, zmarła niemal 54-letnia słonica Magda – jeden z najstarszych słoni indyjskich w Europie. Magda została sprowadzona do łódzkiego zoo w 1963 roku wraz z dwiema innymi słonicami: Indią i Kingą. Wszystkie trzy urodziły się na wolności. Kingę przeniesiono później do Ogrodu Zoologicznego w Krakowie. India towarzyszyła Magdzie aż do swojej śmierci w 2008 roku.
22 czerwca 2016 roku Ogród został przekształcony w miejską spółkę z ograniczoną odpowiedzialnością.

## Zarządcy

### Dyrektorzy
- od VI 1939–1940: Stefan Rogowicz
- 23 V 1942–1945: F. Hase
- 1945: Bronisław Wójcik
- 1945–1947: Ryszard Tomski
- 1947: Franciszek Wiercioch[18]
- 1947: Jan Landowski[19][18]
- 1947–1951: Leszek Dukwicz
- 1952: Henryk Sandner
- IV 1953–1957: Henryk Dwojacki
- 1957–1969: Aleksander Gaworkiewicz
- I 1969–31 XII 1996: Andrzej Sosnowski[18]
- 1 I 1997–28 IX 2012 Ryszard Topola[20]

### Szefowie Sekcji Zoo Zarządu Zieleni Miejskiej
- 28 IX 2012 – 1 I 2015 Magdalena Janiszewska[20]
- 1 I 2015 – 22 VI 2016 Tomasz Jóźwik[21]

### Prezesi Zarządu Miejskiego Ogrodu Zoologicznego w Łodzi
- 22 VI 2016–3 X 2024 – Arkadiusz Jaksa[22]
- od 3 X 2024: Łukasz Goss[6]

## Obiekty
- Orientarium – pawilon hodowlano-wystawienniczy poświęcony faunie Azji Południowo-Wschodniej. Budynek o powierzchni użytkowej 33 000 m² posiada trzy kondygnacje (w tym jedną podziemną)[23]. Obiekt składa się z 4 części:
  - słoniarni – wyposażonej w duży wybieg z basenem, w którym zamontowano okno umożliwiające obserwację kąpiących się słoni przez widzów znajdujących się poniżej poziomu lustra wody.
  - Strefa świątynna – zamieszkują tu takie zwierzęta jak: makaki wanderu, tapir malajski, wyderki orientalne. Część tej ekspozycji zaaranżowana została na ruinę buddyjskie świątyni[2].
  - Strefa Oceaniczna – składające się z 7 zbiorników mieszczących ponad 3 miliony litrów wody. W tej części Orientarium znajduje się podwodny tunel dla zwiedzających o długości 26 m. W basenach pływa ponad 1300 przedstawicieli różnych zwierząt wodnych, należących do 180 gatunków[24].
  - Strefa dżungli – spotkamy tu krokodyle gawialowe, orangutany sumatrzańskie, niedźwiedzia malajskiego, binturongi i inne[2].

Orientarium
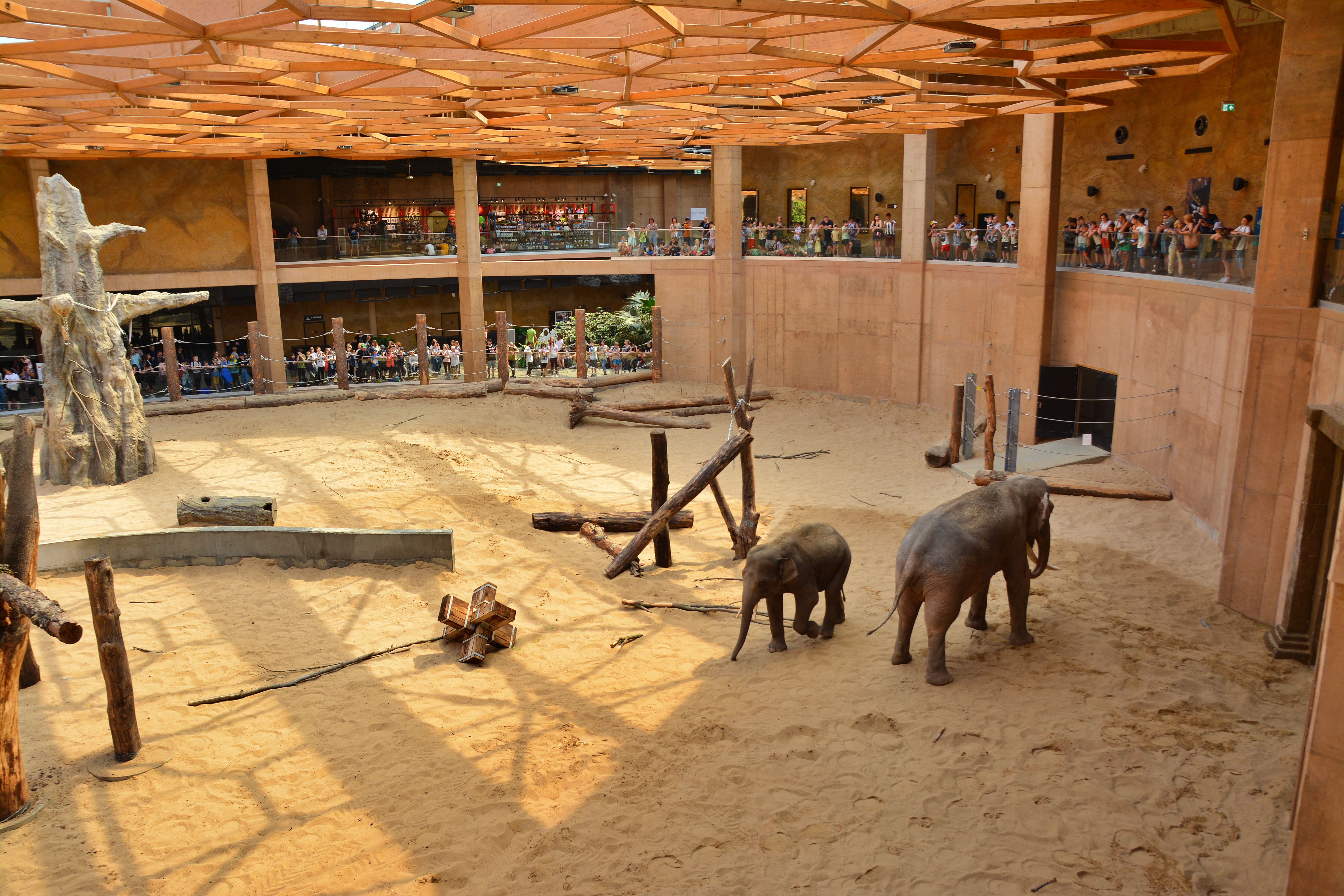
Wybieg pokazowy słoni
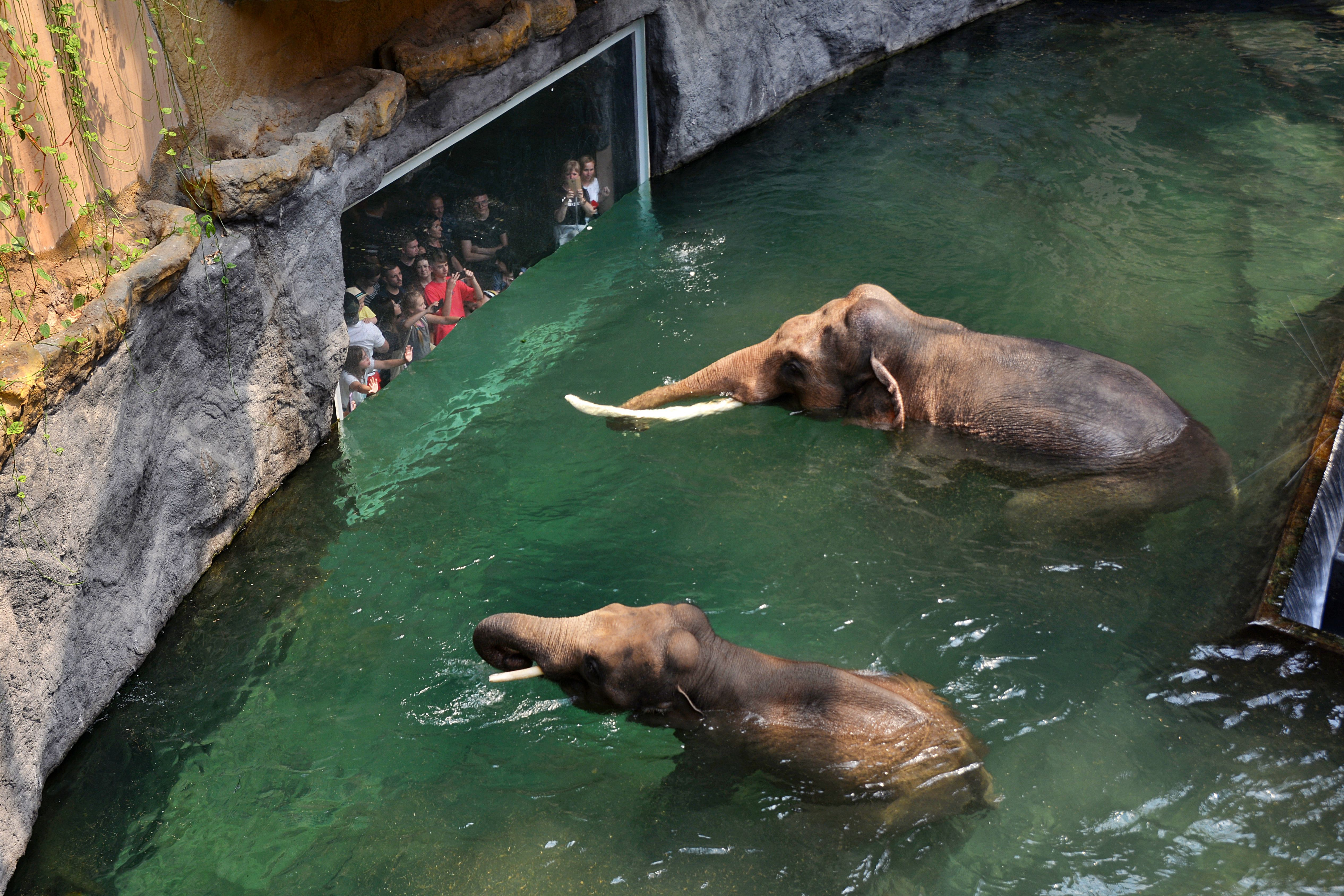
Kąpiel słoni w basenie
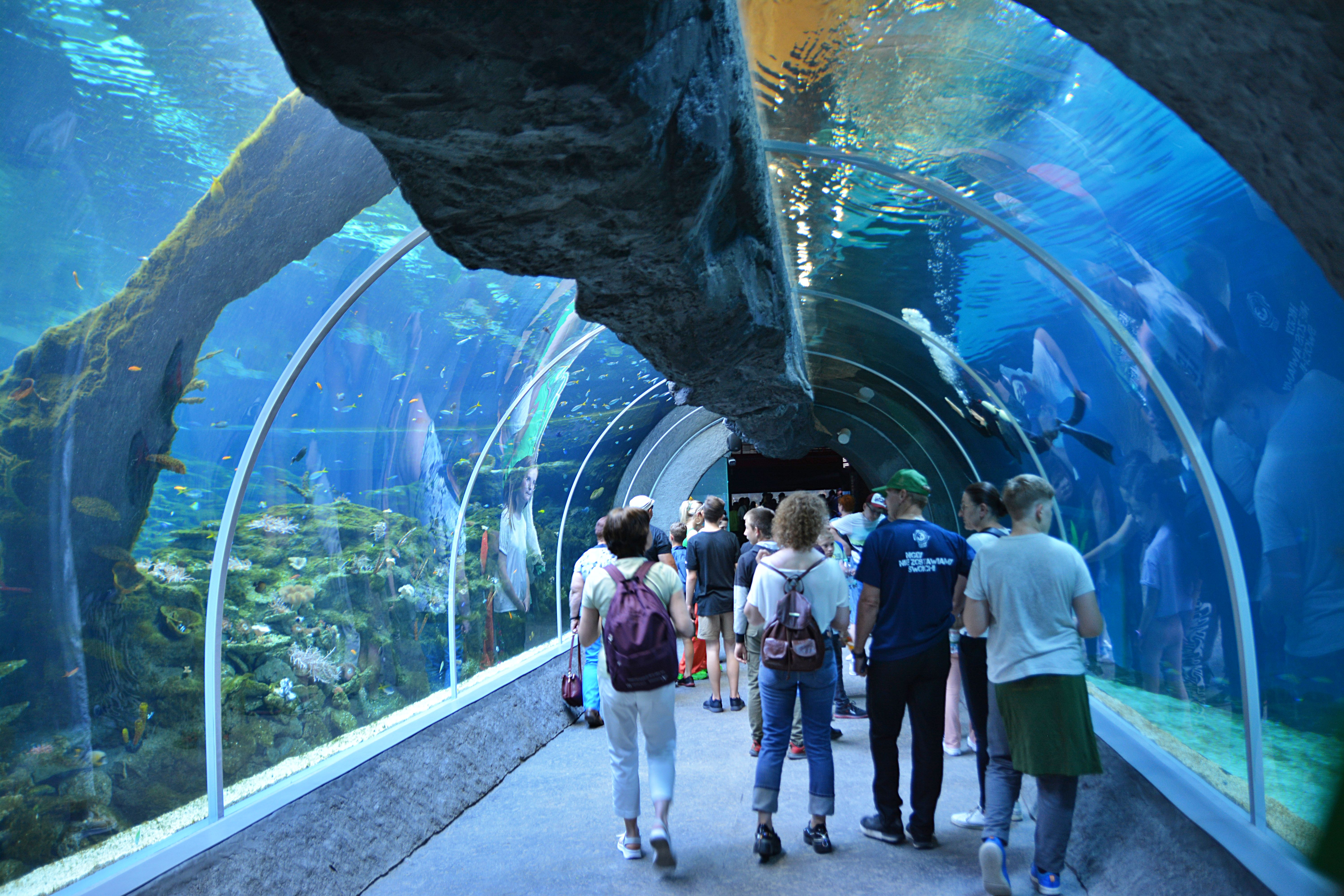
Podwodny tunel
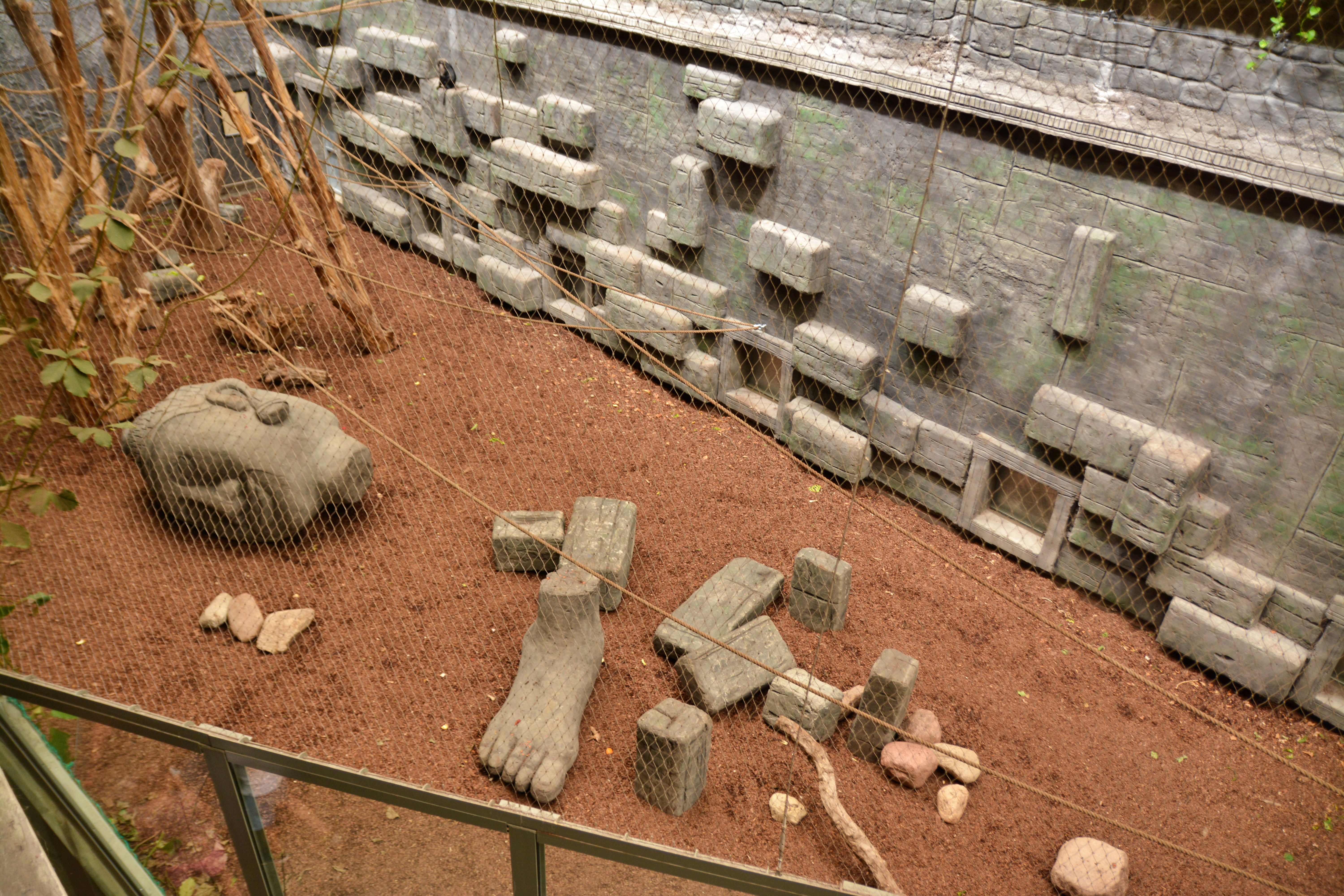
Wybieg zaaranżowany na ruinę świątyni

- małpiarnia – pawilon, w którym prezentowane są naczelne, m.in. zagrożony wyginięciem makak wanderu, tamaryna cesarska.
- akwarium – obiekt wraz z 22 zbiornikami (20 dla ryb słodkowodnych i 2 dla ryb morskich) udostępniono zwiedzającym po remoncie w kwietniu 2015[25].
- wiwarium – budynek, w którym prezentowane są płazy i gady.
- motylarnia – pawilon, w którym oprócz egzotycznych motyli prezentowane są także dikdiki żwawe oraz ptaki, m.in. paw kongijski i toko[26].
- pawilon małych ssaków – w 2014 oddano do użytku wyremontowany pawilon, w którym prezentowany jest m.in. binturong, galidia kasztanowata oraz jeżozwierz indyjski[27].
- pawilon „Świat Ptaków” – udostępniony zwiedzającym w 2003[4], prezentowane są w nim m.in. korońce.

## Zwierzęta
Wśród kolekcji zwierząt w ogrodzie można zobaczyć m.in.:
- ssaki: lwy azjatyckie, zebry Chapmana, tygrysy amurskie, oryksy szablorogie, żyrafy Rothschilda, pandy małe

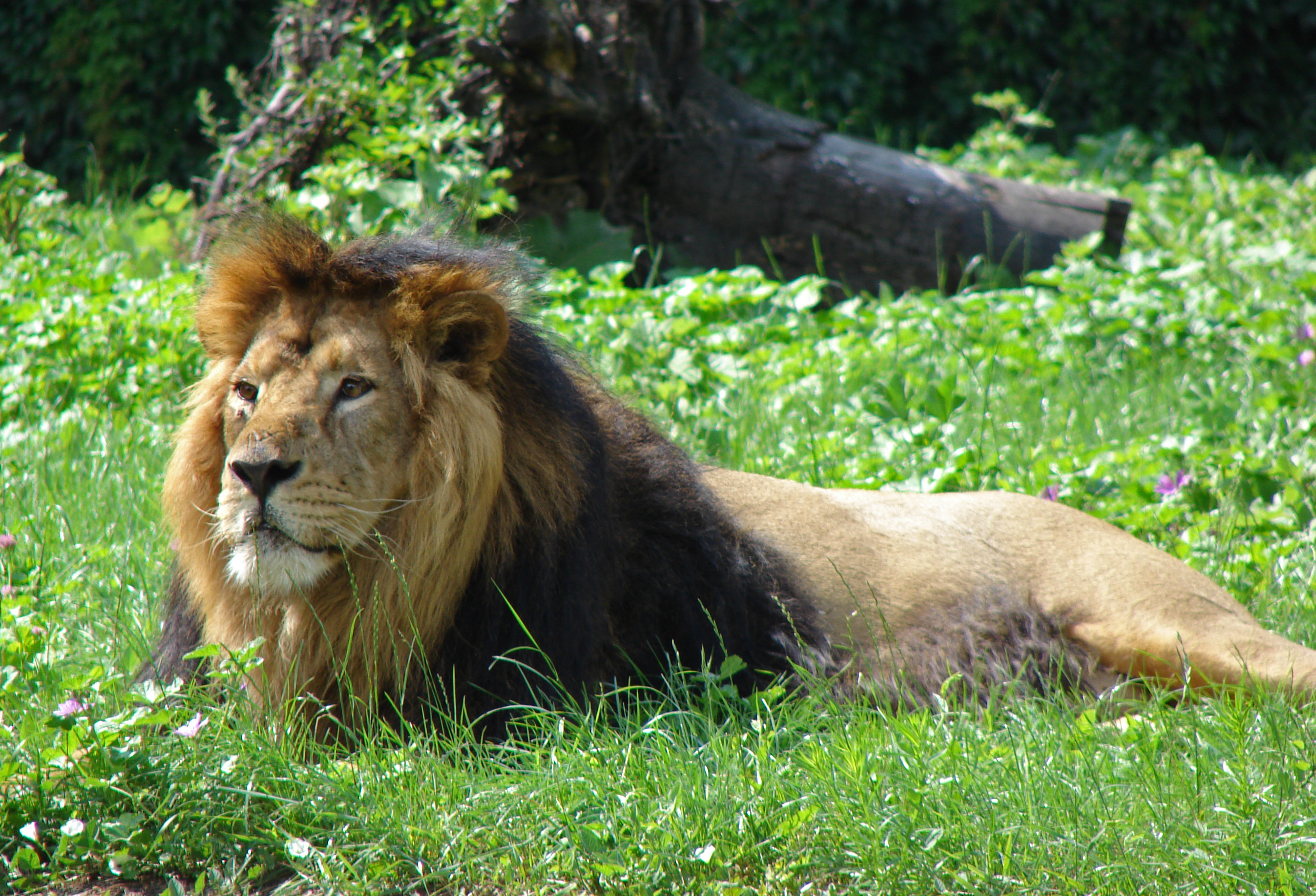
lew azjatycki
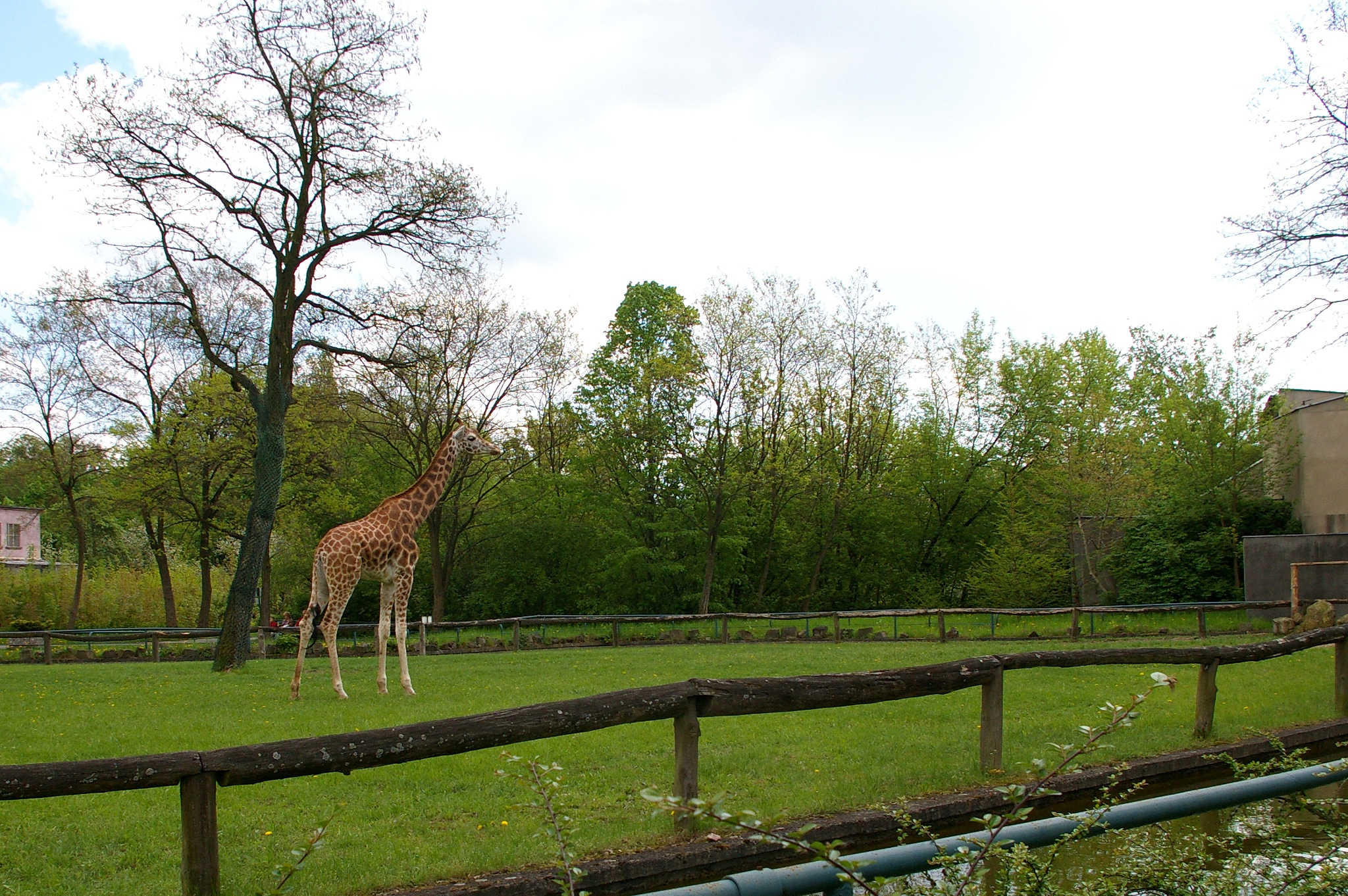
żyrafa Rothschilda
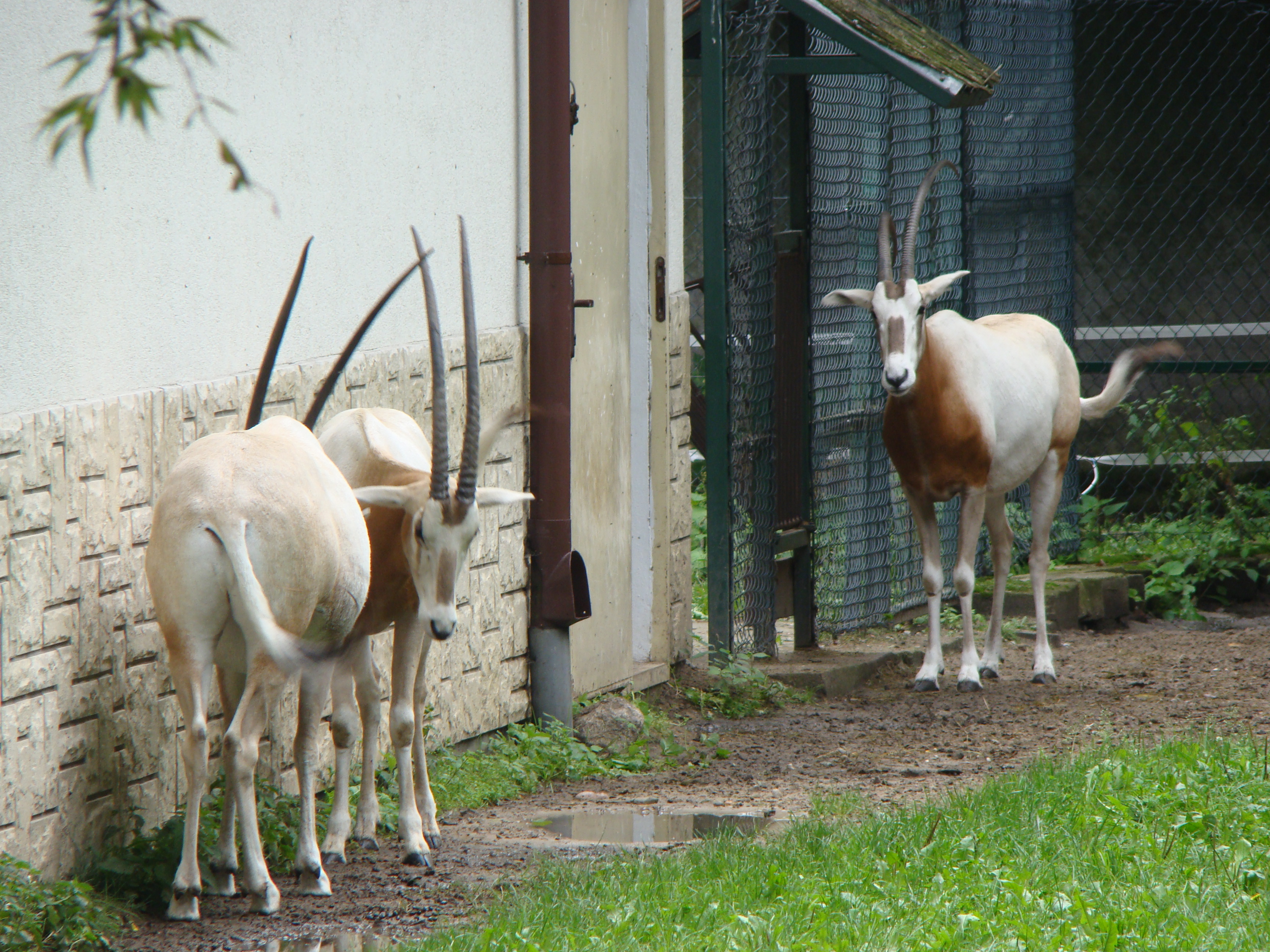
oryksy szablorogie
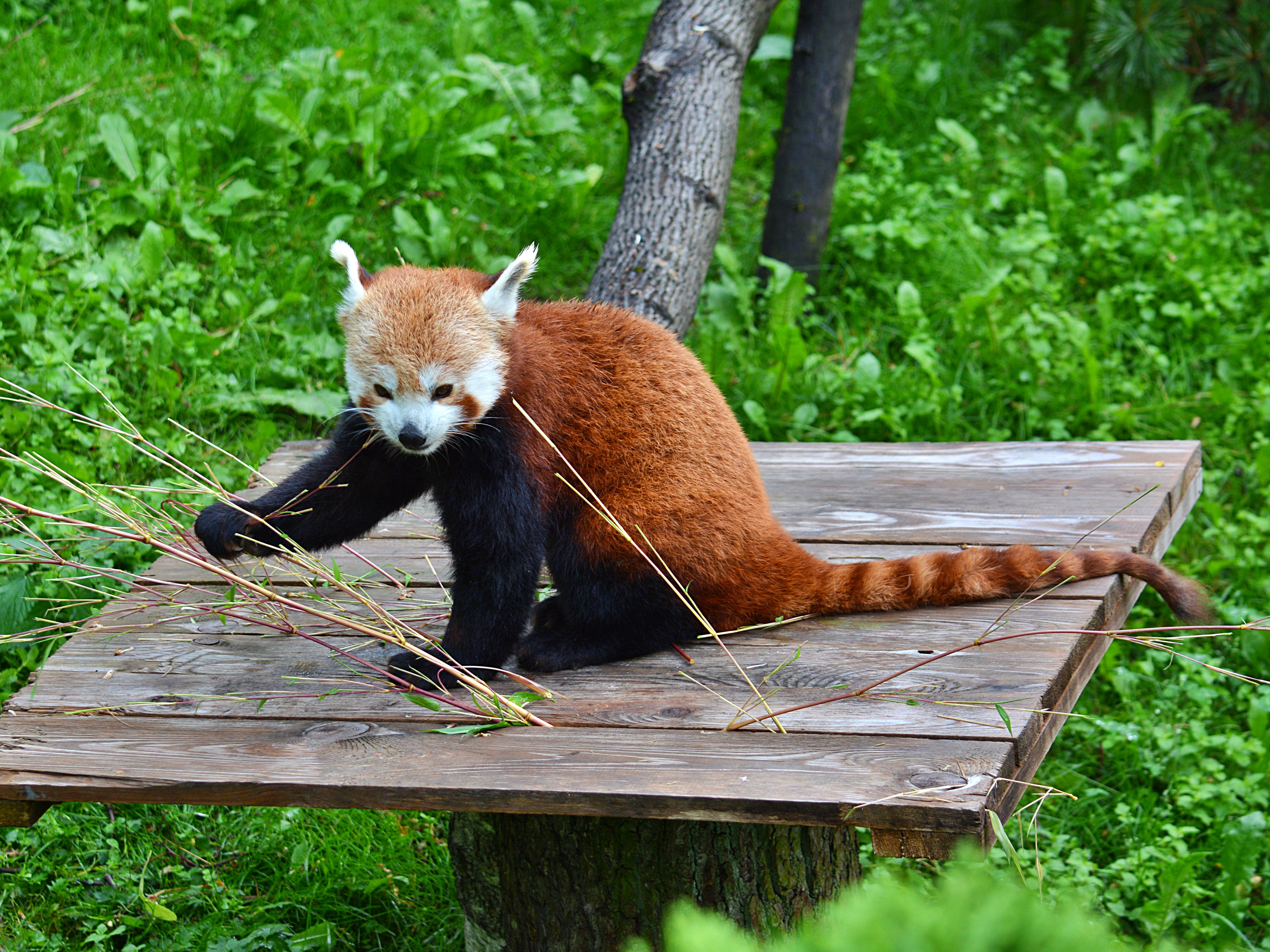
panda mała

- ptaki: żurawie rajskie, żurawie białoszyje, sępy płowe, pawie kongijskie, muszkatela dwubarwna, bocian czarnodzioby. Od 25 czerwca 2015 w ogrodzie zoologicznym prezentowana jest grupa pingwinów przylądkowych[28].

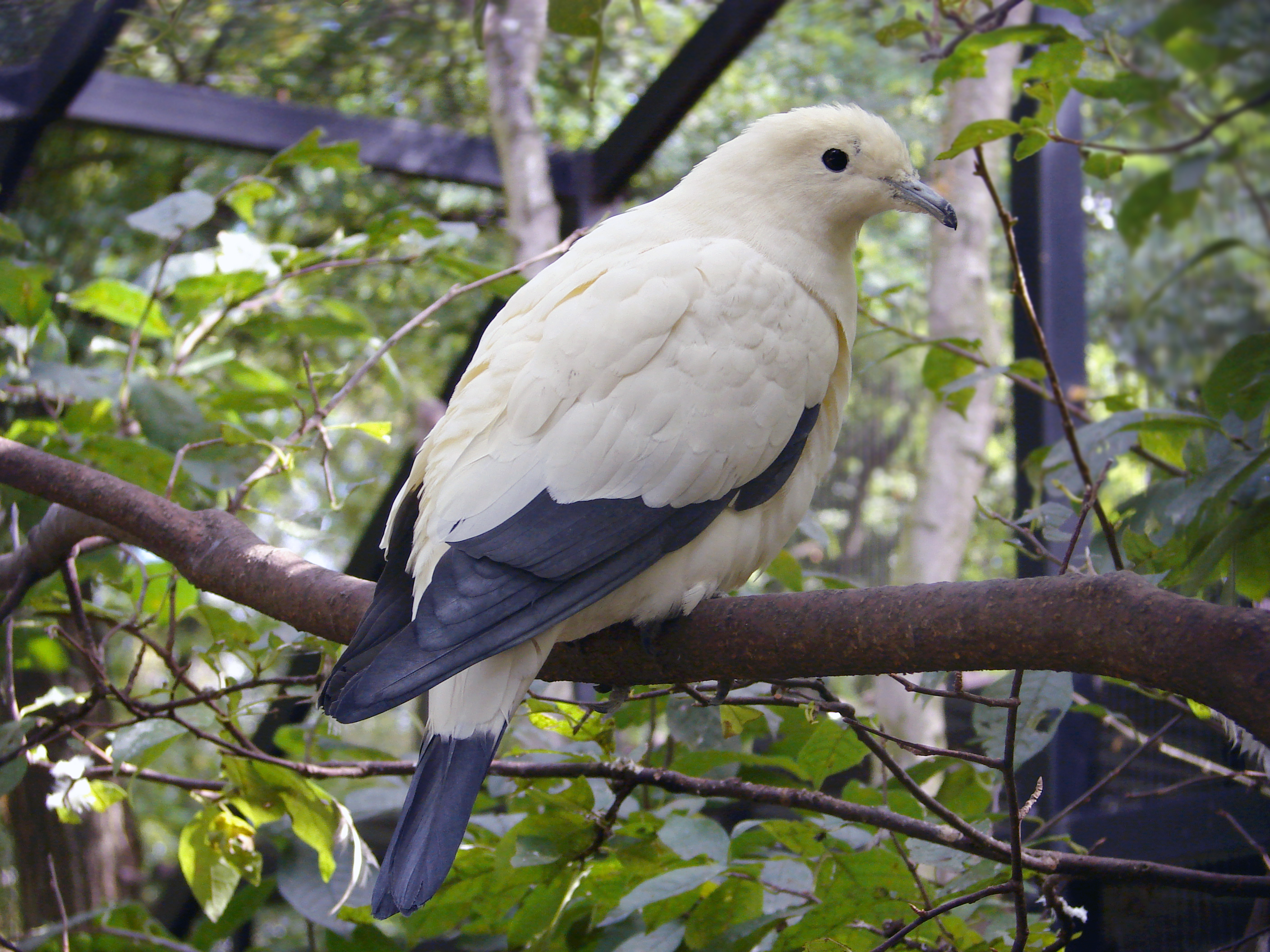
muszkatela dwubarwna
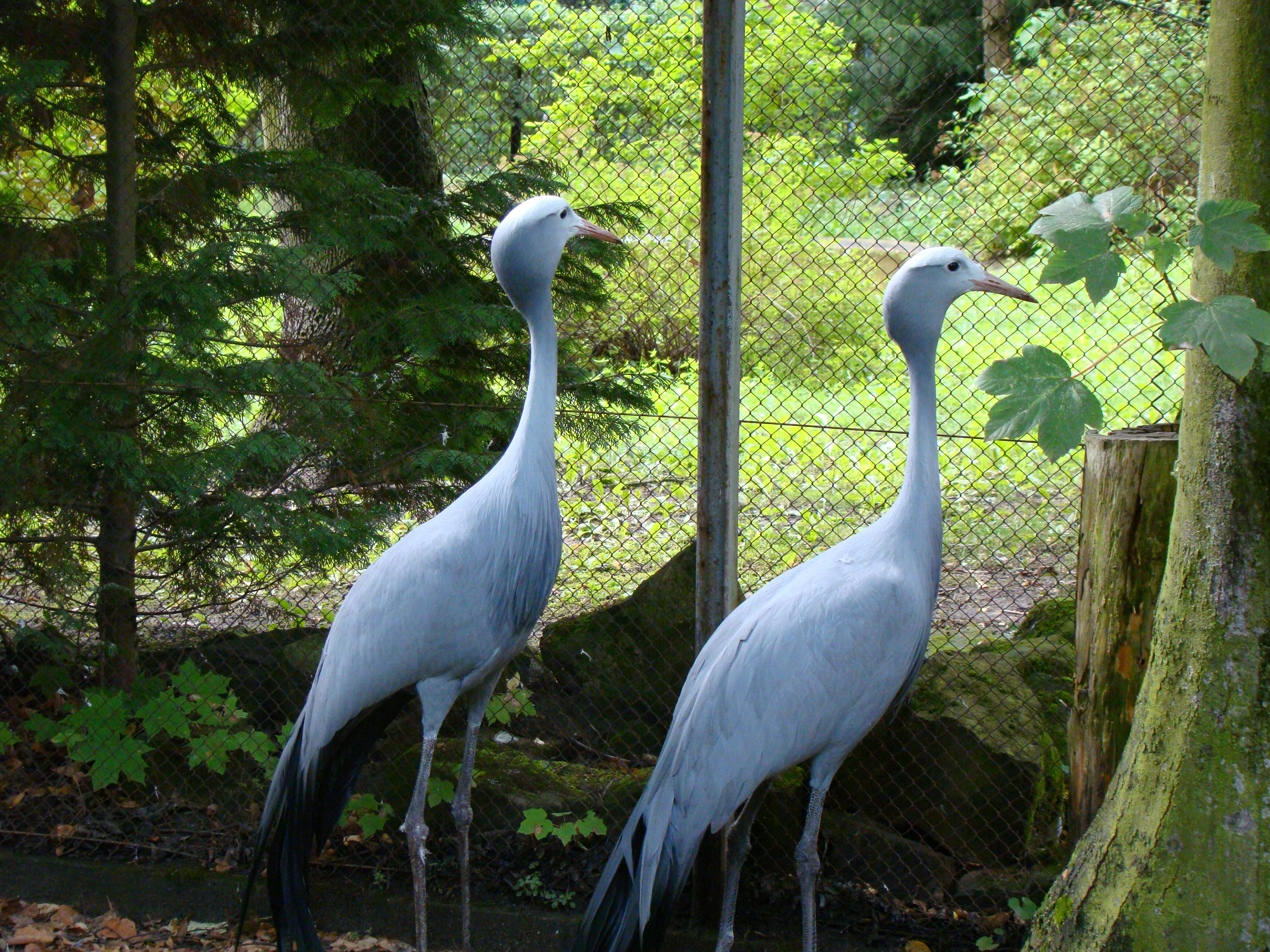
żurawie rajskie
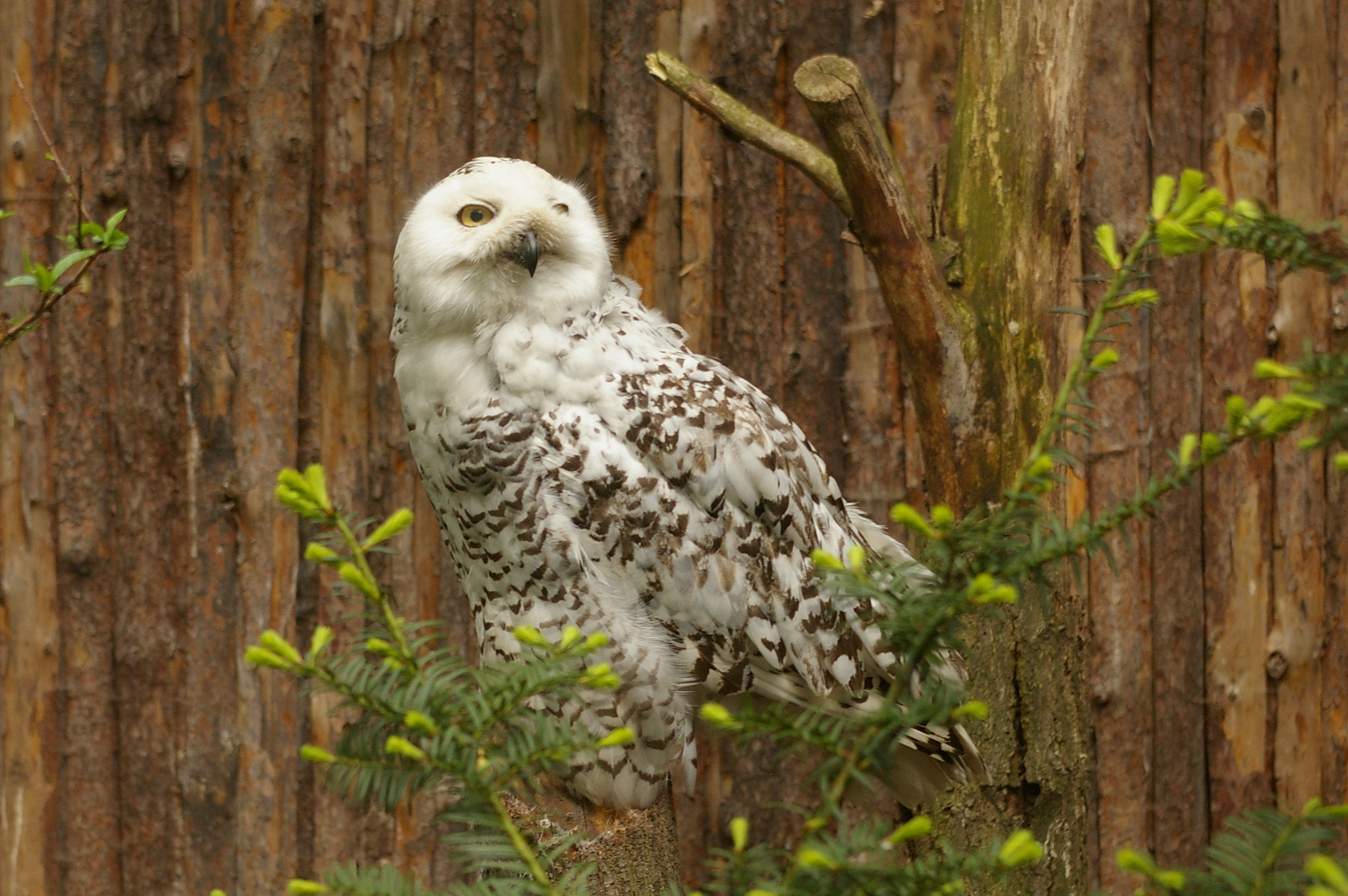
puchacz śnieżny
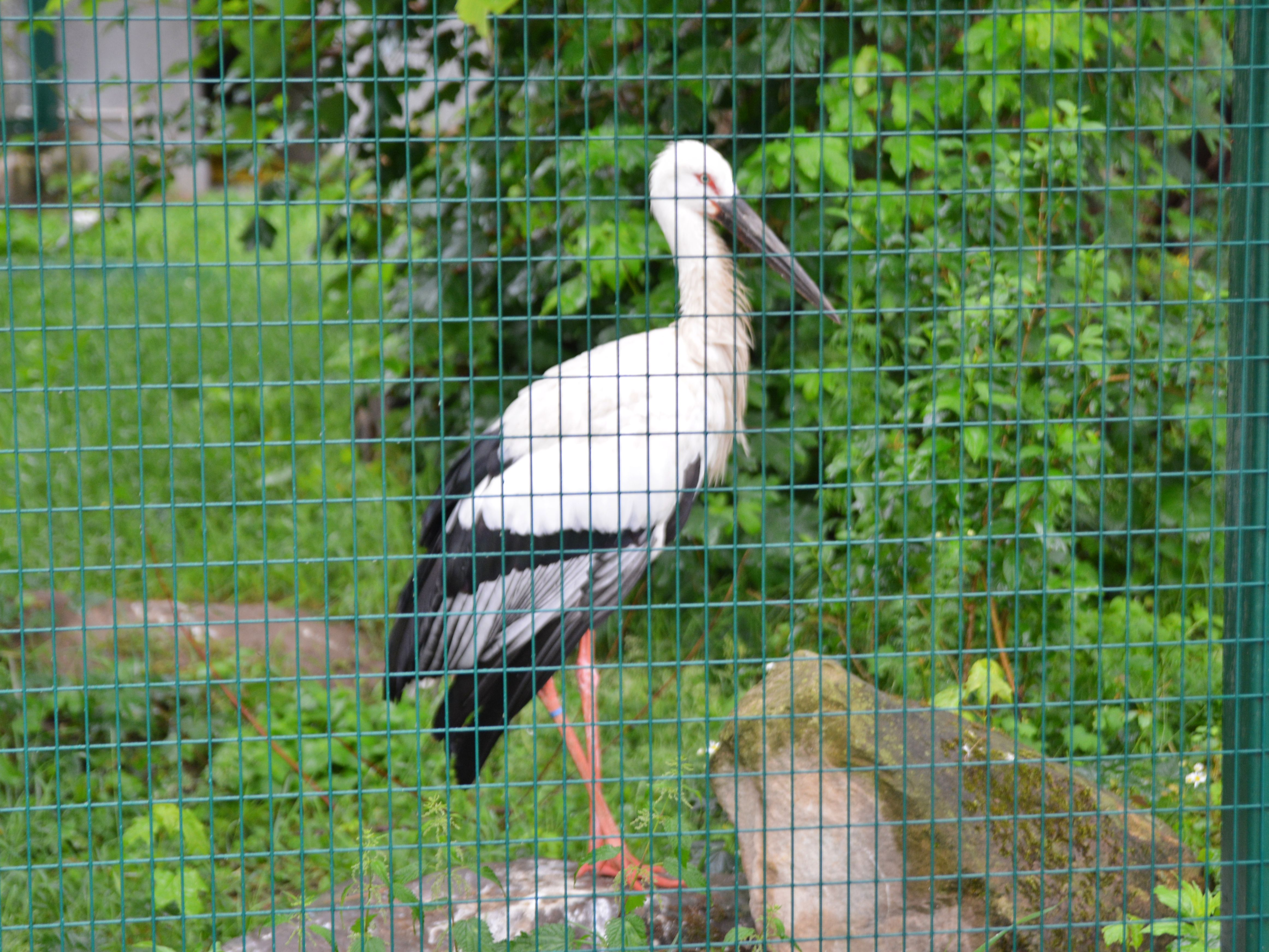
bocian czarnodzioby

- gady: legwan fidżyjski, krokodyle gawialowe, kameleony lamparcie

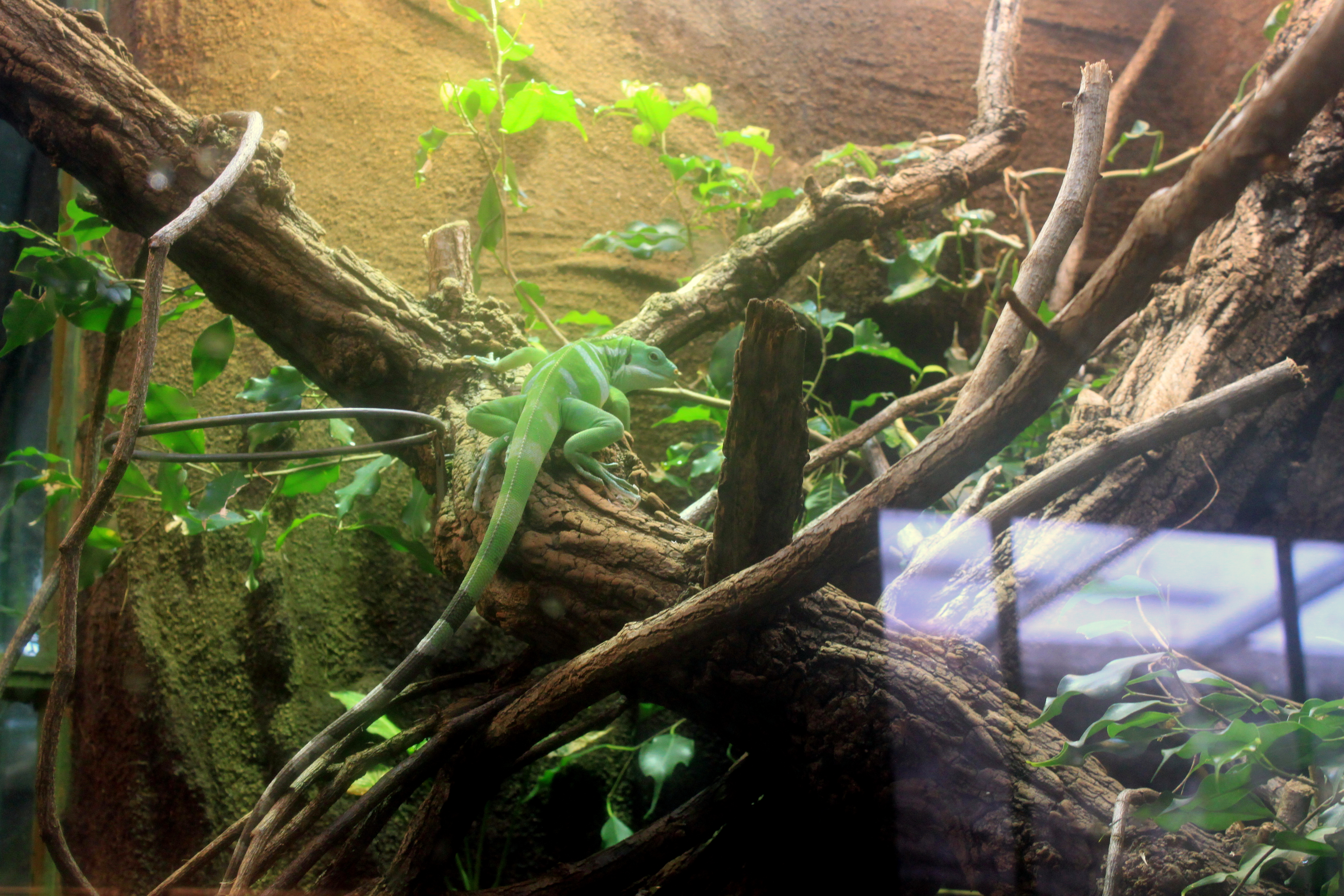
legwan fidżyjski
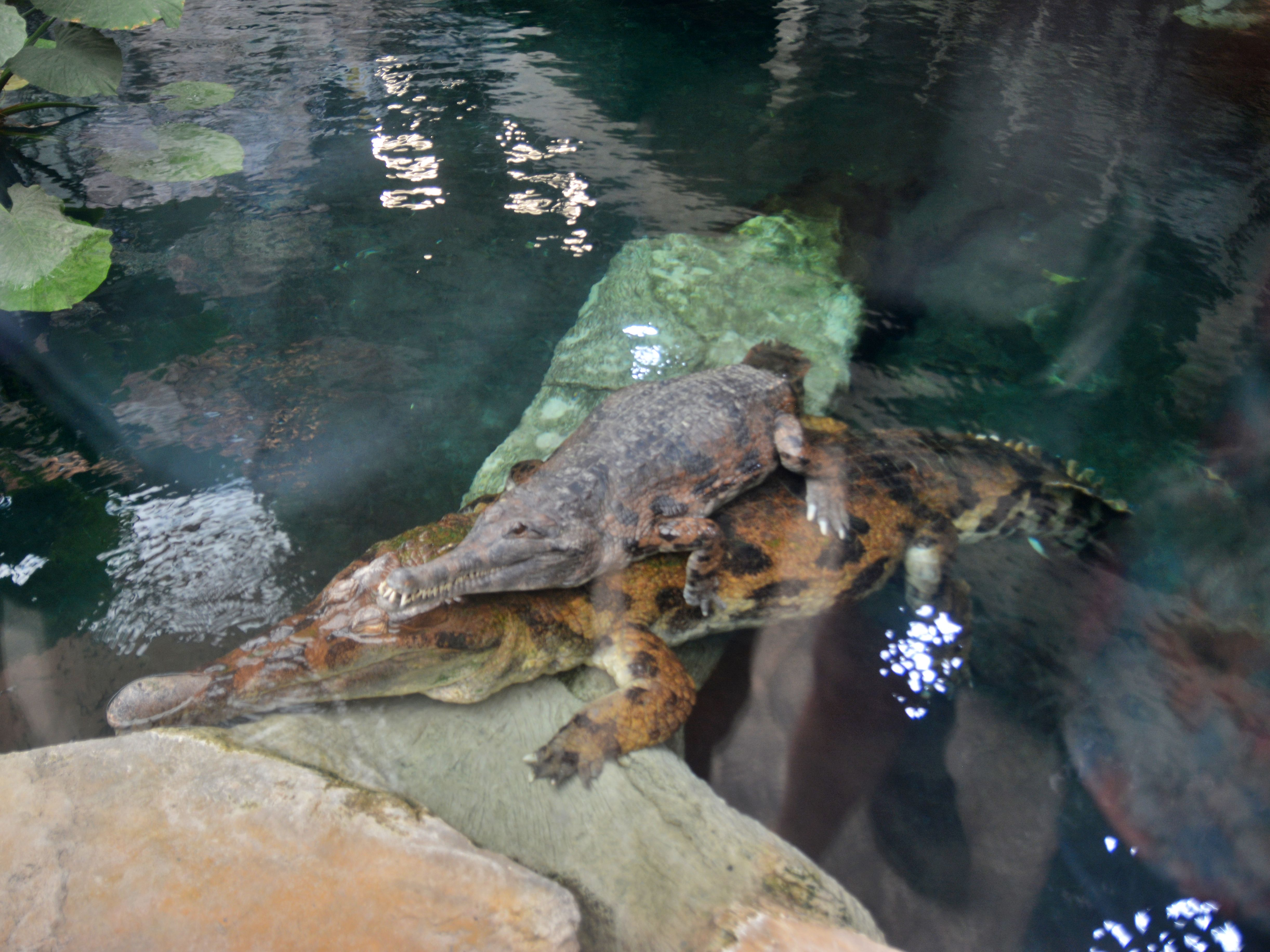
krokodyle gawialowe

## Osiągnięcia hodowlane
- 7 lipca 2014 w łódzkim ogrodzie wykluł się narażony na wyginięcie kazuar hełmiasty[29]; ponownie w maju 2016 w zoo, wykluły się trzy kazuary hełmiaste[30]
- narodziny tamaryny dwubarwnej (pod koniec 2014 roku)[31]
- w maju 2015 w zoo urodził się samiec rysia nizinnego[32]
- w lutym 2019 w zoo urodził się binturong[33]